# Shkodran Mustafi
Shkodran Mustafi (nascut el 17 d'abril de 1992) és un exfutbolista professional alemany d'origen albanés que jugava com a defensa.

## Trajectòria esportiva

### Inicis
Va nàixer a Bad Hersfeld a una família albanesa provinent de Macedònia del Nord. De xicotet va jugar a les categories inferiors de l'1. FV Bebra, l'SV Rotenburg i l'Hamburg SV, on arriba el 2006 als 14 anys.
El 2009 fitxa per l'Everton FC, on jugà amb l'equip filial, arribant a debutar en Europa League i en la Premier, però no s'estableix. El gener de 2012 fitxa per la UC Sampdoria de la Serie B, on arriba lliure. Aquella temporada sols juga un partit, l'últim de la temporada, on és titular. Amb l'ascens a la Serie A, però, Mustafi es fa titular indiscutible en la defensa.
El 8 de maig de 2014 va ser inclòs pel seleccionador alemany Joachim Löw a la llista preliminar de 30 jugadors per a la fase final del mundial de 2014. Posteriorment, el juny de 2014, va ser exclòs de la llista definitiva dels 23 seleccionats per a representar Alemanya a la Copa del Món de Futbol de 2014 al Brasil, però malgrat això, i a causa d'una lesió de turmell que va patir Marco Reus en un partit preparatori que Alemanya va guanyar 6–1 contra Armènia, el seleccionador alemany va convocar novament Mustafi en comptes de Reus. La seua arribada a l'equip va ser una sorpresa, ja que era un jugador desconegut entre el gran públic, fet que va causar bromes entre la premsa alemanya. Al Mundial, Mustafi, que juga habitualment de defensa central, va haver de jugar com a lateral dret, realitzant bones actuacions en esta posició.

### València CF
Després de guanyar el mundial de 2014 amb la seua selecció, Mustafi va fitxar pel València CF. Amb el club merengot, Mustafi es va consolidar al centre de la defensa junt a Nicolás Otamendi, formant una parella que va fer tornar la solidesa defensiva al club de Mestalla, destacant alhora per formar una de les duples de defenses centrals més joves dels principals clubs d'Europa aquella temporada.

### Arsenal FC
El juliol de 2016 Mustafi va fitxar per l'Arsenal FC, a canvi de 41 milions d'euros.

## Palmarès
- Copa del Món de Futbol (1): 2014
- Campionat d'Europa sub-17 (1): 2009